# Kleine bloedsteelmycena
De kleine bloedsteelmycena (Mycena sanguinolenta) is een zwam uit de familie Mycenaceae. Hij groeit op de grond en bloedt na beschadiging. Het is een algemeen voorkomende soort in bos en hei. Kan vooral op naald- en heidestrooisel massaal voorkomen.

## Beschrijving

### Uiterlijke kenmerken
Hoed
De hoed is 5 tot 18 mm in diameter. De vorm is klokvormig tot spreidend en wordt vlakker naarmate de leeftijd vordert. Het midden van de hoed heeft vaak een platte bult of een kleine papil. Van de rand tot de top schijnen de lamellen als heldere groeven door. De doffe hoedenhuid is crème-oker en licht getint roze of bruinrood tot paarsbruin. Vaak heeft de hoed een donkerder, roodbruin centrum, een donkerbruin tot roze-beige centrum en een lichtbruine tot bruin-paarse kleur naar de rand toe.
Lamellen
De wit of bleek roze lamellen hebben een donkerrode snede en zijn aangehecht. 13 tot 17 lamellen bereiken de steel. Ze zijn vuilwit tot lichtgrijs, terwijl de gladde lamellaire randen roodbruin tot bordeauxrood zijn.
Steel
De steel is langer dan de hoeddiameter. De lengte is 4 tot 6 cm, de dikte 1 tot 2 mm en de steel is overal even breed. De steel is erg broos en min of meer cilindrisch. Hij is hol van binnen, kaal van buiten en grijsroze, wijnrood tot paarsbruin van kleur. Jongere vruchtlichamen scheiden een waterig, wijnrood tot bruinroze gekleurd sap af wanneer het wordt gebroken, gesneden of gekneusd. De steelvoet is bedekt met grove, stijve witte haren, terwijl de rest is bedekt met een poeder dat al snel afslijt en gepolijste de steel in min of meer dezelfde kleur als de hoed achter laten.
Geur en smaak
De kleine bloedsteelmycena is vermoedelijk eetbaar, maar het loont nauwelijks de moeite waard om te verzamelen. Het vlees smaakt een beetje naar radijs en is meestal bijna geurloos.
Sporenprint
De sporenprint is wit.

### Microscopische kenmerken
De sporen zijn glad en amyloïde en meten 8-10 × 5,5-6 µm. De basidia zijn viersporig (soms twee- of driesporig), de vorm is clavaat en de grootte is 27-35 × 8-10 µm. De cheilocystidia zijn 27 tot 55 µm lang en 6,5 tot 10 µm breed en vormen een steriele band op de lamellaire rand. Ze zijn spoelvormig, glad en hebben een roodbruin gehalte. Ze versmallen naar de punt toe als een hals, hebben soms ook twee halzen of grove, laterale uitlopers. Indien aanwezig, hebben de pleurocystidia dezelfde vorm. De lamellaire trama is dextrinoïde, d.w.z. het verandert van kleur in wijnrood wanneer jodiumreagentia worden toegevoegd.
De hyfen van de cuticula zijn 2 tot 4,5 µm breed en hebben eenvoudige tot enigszins vertakte uitlopers (15,2 × 1,5-2 µm), die een dichte massa kunnen vormen. De hyfen van de steelschors zijn 1 tot 3,5 µm breed en vertonen schaarse, eenvoudig tot gevorkte, cilindrische uitgroeiingen (1,5-4,5 × 1-2 µm). De caulocystidia (18-55 × 5,5-9 µm) lijken op de cheilocystidia. Gespen zijn aanwezig.

## Verspreiding

Europese verspreidingsgebied

De kleine bloedsteelmycena komt voor in Australië en op het hele noordelijk halfrond. Hij is gevonden in Noord-Azië (Kaukasus, Siberië, Kamtsjatka, Korea, Japan, China), Noord-Amerika (VS, Canada), de Canarische Eilanden en Noord-Afrika. Het verspreidingsgebied is meridionaal tot boreaal en strekt zich uit van het warme Middellandse Zeegebied tot de koele naaldbossen. Het is gebruikelijk en wijdverbreid in Noord-Amerika en komt voor van Maine tot Washington en in het zuiden van North Carolina tot Californië. In het noorden strekt het verspreidingsgebied zich uit van Nova Scotia tot Brits-Columbia. In Europa komt de kleine bloedsteelmycena voor in het zuiden van Spanje tot Roemenië. Het is wijdverbreid in West-Europa, Centraal-Europa en in heel Fennoscandinavië. De noordelijke grens van zijn bereik strekt zich uit tot 70e breedtegraad.
In Nederland komt de kleine bloedsteelmycena zeer algemeen voor. Hij staat op de rode lijst in de categorie 'Gevoelig'.

## Foto's

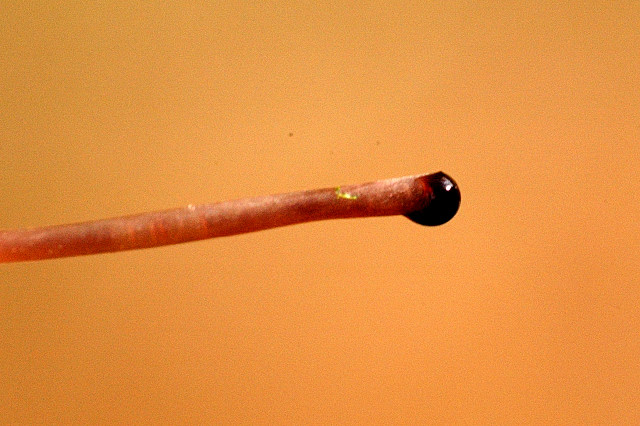
Rode sap uit onderkant van steel
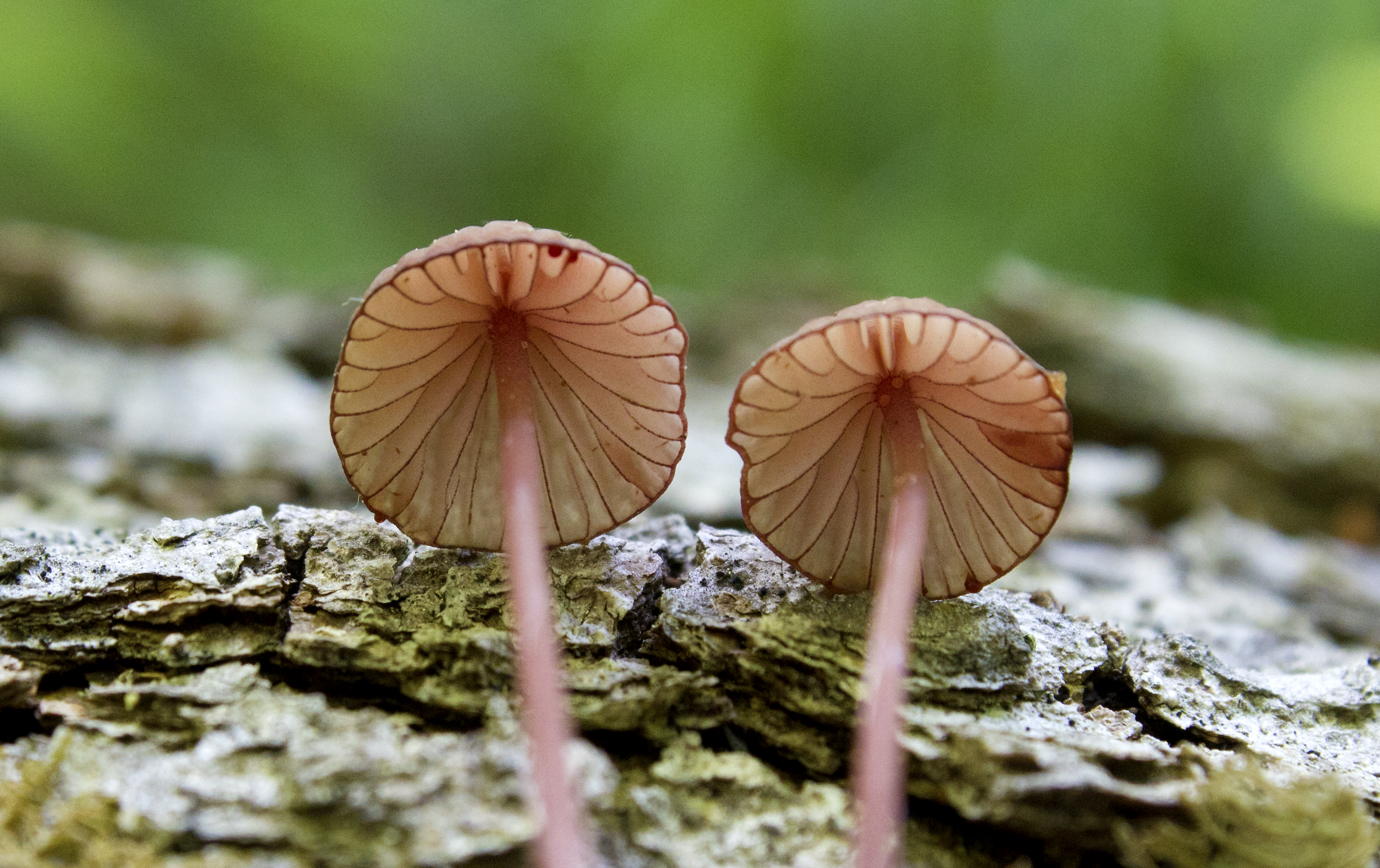
13 tot 17 lamellen met rode lamelsnede rijken tot de steel
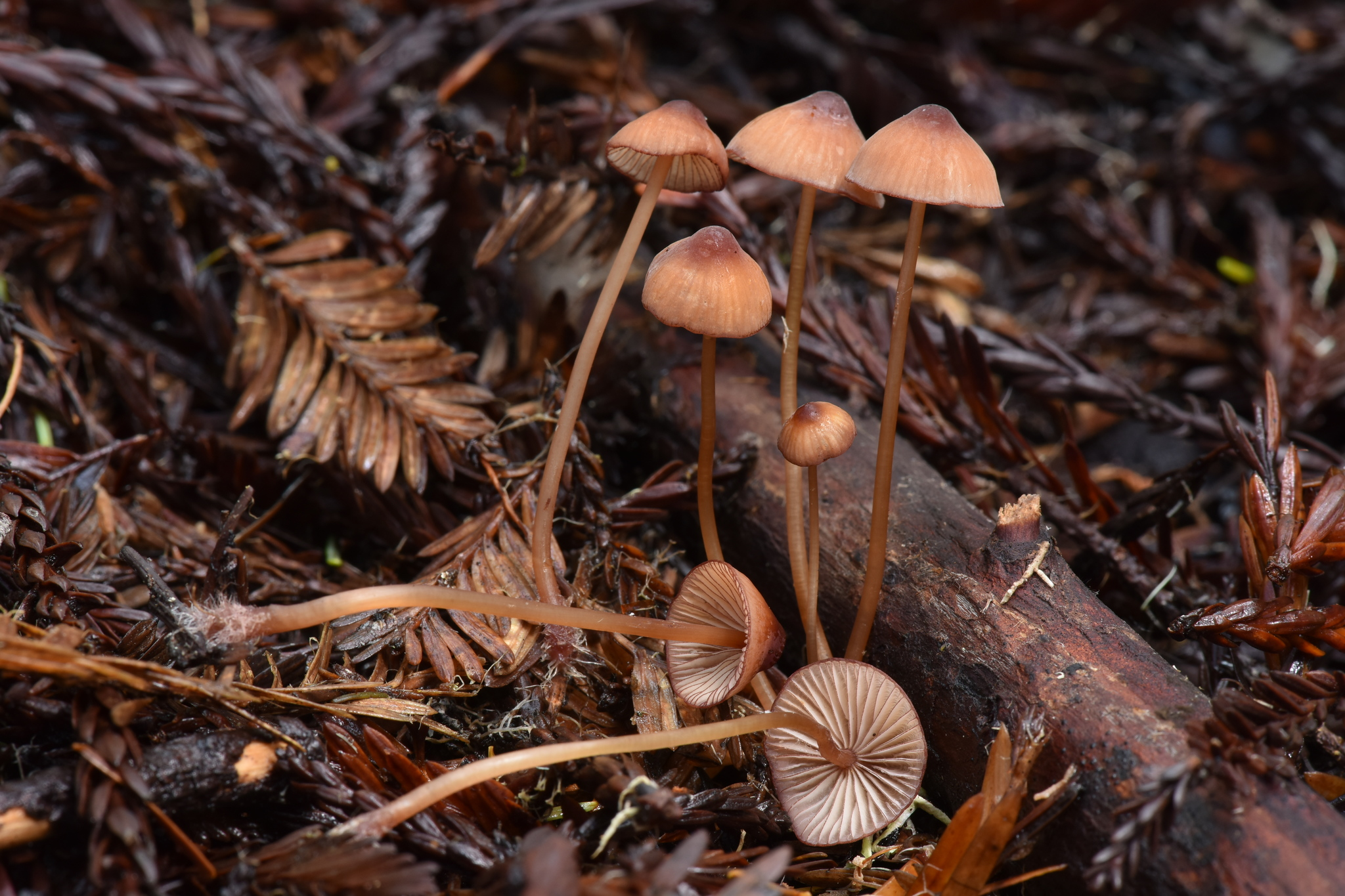
Steel met witte haren
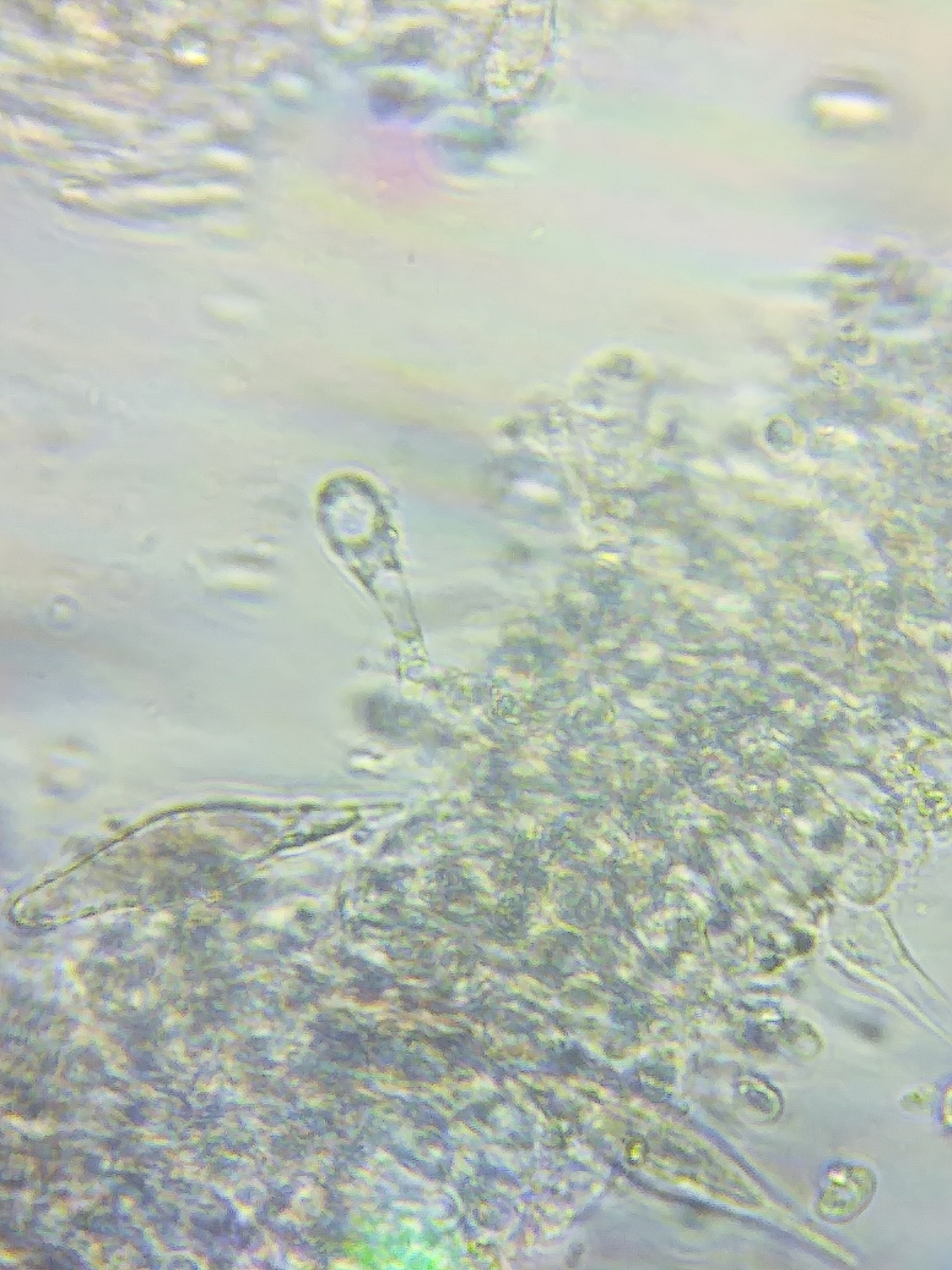
Cystidia
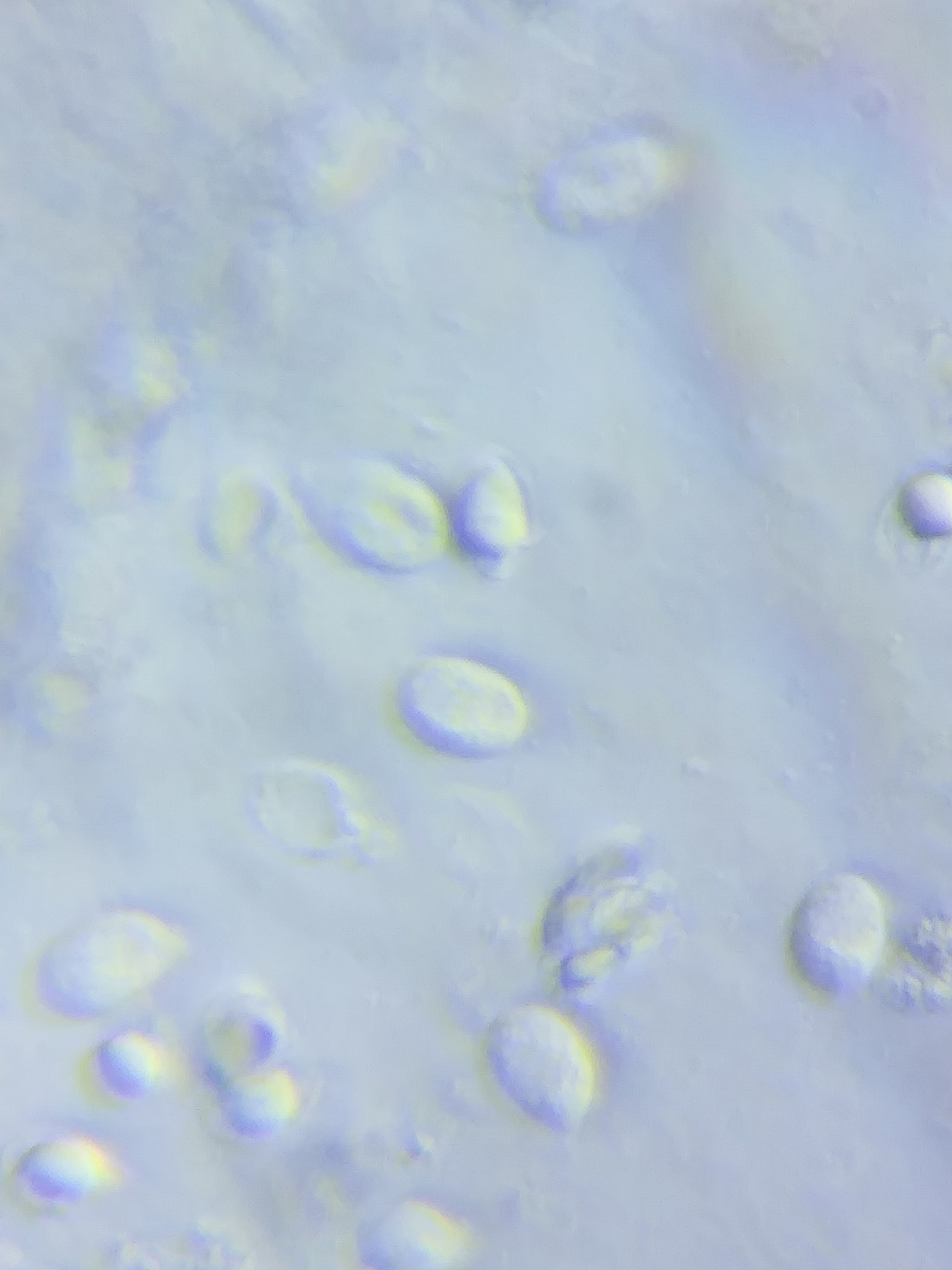
Sporen